# Masakazu Hishida
Masakazu Hishida (菱田 正和 Hishida Masakazu?) es un director de anime, guionista y letrista japonés. Es miembro de la Asociación de Creadores de Animación Japonesa. También es conocido por varios seudónimos, incluyendo Jō Aoba (青葉 譲 Aoba Jō?), Junpaku Yagurashita (日歩 冠星 Yagurashita Junpaku?) y Sakura Gojō (五城 桜 Gojō Sakura?), entre otros.

## Biografía
Hishida nació el 21 de octubre de 1972 en Sendai, Prefectura de Miyagi. Durante su cuarto año en la universidad, en la Facultad de Economía, alrededor de la Golden Week, Masakazu Hishida recibió una oferta de trabajo en una empresa manufacturera. Con tiempo libre hasta la graduación, comenzó a reflexionar en octubre sobre el propósito de haber ido a Tokio, preguntándose si habría sido mejor buscar empleo en su ciudad natal. Fue entonces cuando vio un anuncio de reclutamiento de Sunrise y se interesó al notar que, aunque el puesto no parecía estar relacionado con conducir vehículos, incluía una prueba de manejo. Pensó que la industria del anime ofrecía un futuro más prometedor que las empresas manufactureras, cuya estabilidad dependía de las fluctuaciones del tipo de cambio, y decidió presentarse al examen de ingreso, logrando ser contratado.
Hishida entró a la industria del anime sin mucha experiencia en el campo (nunca había visto un guion gráfico antes de unirse). Al ingresar, se sorprendió al descubrir que el trabajo no ofrecía prestaciones como pensiones, seguro social ni indemnización por despido, y que además no podría avanzar a roles como director o supervisor sin dejar la compañía. Estas circunstancias lo llevaron a aprender sobre guiones gráficos y dirección en el equipo de producción de Chō Mashin Eiyūden Wataru, bajo la guía del director Hideharu Iuchi y el director Nobuhiro Kondō, a quien más tarde llamaría su mentor. Mostró sus guiones gráficos a Yoshiyuki Tomino, quien lo invitó a participar como asistente de dirección en el proyecto Turn A Gundam. Durante este tiempo, recibió correcciones y enseñanzas directamente de Tomino, lo que enriqueció enormemente su aprendizaje.
Masakazu Hishida ha trabajado en numerosos animes dirigidos a un público juvenil, ocupándose de guiones gráficos y dirección. En 2001, se convirtió en autónomo, y en 2004 fue elegido como director de Onmyō Taisenki. En 2008, asumió el rol de director de la segunda serie de Yatterman, sucediendo a Akira Shigino. Al año siguiente, en 2009, debutó como director de cine con Yatterman the Movie: Shin Yattermecha Dai Shūgō! Omocha no Kuni de Dai Ketsudan da Koron.
Desde 2011, ha estado involucrado como director y guionista en numerosos animes de idols, destacando su trabajo en la serie Pretty Rhythm.

## Trabajos

### Anime

#### Series de televisión
Destaca papeles con funciones de dirección de series.
| Año  | Título                                                                                | Director(es)                                 | Estudio                          | Funciones | Refs.                |
| ---- | ------------------------------------------------------------------------------------- | -------------------------------------------- | -------------------------------- | --- | -------------------- |
| 1999 | Turn A Gundam                                                                         | Yoshiyuki Tomino                             | Sunrise                          | Director de episodios asistente (#1-15, 18-28, 29-30, 32-50) Guionista gráfico (#5, 10, 18)                                                                               | [ 8 ]                |
| 2000 | Love Hina                                                                             | Yoshiaki Iwasaki                             | Xebec                            | Director de episodio (#8) | [ 9 ]                |
| 2000 | InuYasha                                                                              | Masashi Ikeda (#1-44) Yasunao Aoki (#45-167) | Sunrise                          | Director de episodios (#6, 13, 18, 28, 33, 40, 49) Guionista gráfico (#49)                                                                                                | [ 10 ]               |
| 2001 | Seikai no Senki II                                                                    | Yasuchika Nagaoka                            | Sunrise                          | Director de unidad (#3) | [ 11 ]               |
| 2001 | Tantei Shōnen Kageman                                                                 | Yorifusa Yamaguchi                           | Studio Hibari                    | Guionista gráfico (#13, 23-24, 30) | [ 12 ]               |
| 2001 | Gekitō! Crush Gear Turbo                                                              | Shūji Iuchi Hideji Iuchi                     | Sunrise                          | Productor | [ 13 ]               |
| 2003 | Shutsugeki! Machine Robo Rescue                                                       | Mamoru Kanbe                                 | Sunrise                          | Director de episodios (#3, 7, 12, 17, 23, 29, 35, 41, 47, 52-53) Guionista gráfico (#7, 12, 17, 23, 26, 29, 32, 35, 41, 44, 47, 52-53)                                    | [ 14 ]               |
| 2003 | Crush Gear Nitro                                                                      | Hideharu Iuchi                               | Sunrise                          | Guionista gráfico (#18) | [ 15 ]               |
| 2004 | Onmyō Taisenki                                                                        | Masakazu Hishida                             | Sunrise                          | Director Guionista (#52) Director de episodios (#1, 52; OP 1) Guionista gráfico (#1-3, 5, 8-9, 11-12, 15, 22-24, 26, 28-29, 31, 33, 35, 39-40, 45-51, 52)                 | [ 5 ]                |
| 2005 | Eureka Seven                                                                          | Tomoki Kyoda                                 | Bones                            | Director de episodios (#6, 13, 18, 28, 33, 40, 49) Guionista gráfico (#39, 45-46)                                                                                         | [ 16 ]               |
| 2006 | Ōran Kōkō Host Club                                                                   | Takuya Igarashi                              | Bones                            | Guionista gráfico (#14) | [ 17 ]               |
| 2006 | Innocent Venus                                                                        | Jun Kawagoe                                  | Brain's Base                     | Director de episodios (#2, 6, 10) Guionista gráfico (#6, 10) | [ 18 ]               |
| 2006 | Kekkaishi                                                                             | Kenji Kodama                                 | Sunrise                          | Director de episodios (#4, 12, 18, 24) | [ 19 ]               |
| 2007 | Kodai Ōja Kyōryū King                                                                 | Katsuyoshi Yatabe                            | Sunrise                          | Director de episodios jefe Director de episodios (#2, 7, 12, 21, 28, 35, 41) Guionista gráfico (#2, 7, 12, 18, 23-24, 34-35, 41, 44; OP) Director de unidad (#OP ,ED 1-2) | [ 20 ]               |
| 2008 | Yatterman                                                                             | Hiroshi Sasagawa Masakazu Hishida            | Tatsunoko Production             | Director Guionista (#29, 59-60) Director de episodio (#60) Guionista gráfico (#24-25, 25.5, 59-60)                                                                        | [ 6 ]                |
| 2008 | Kodai Ōja Kyōryū King: Yokuryū Densetsu                                               | Katsuyoshi Yatabe                            | Sunrise                          | Director de episodios jefe Director de episodios (#53, 60, 67) Guionista gráfico (#51, 60, 67, 74)                                                                        | [ 21 ]               |
| 2008 | Natsume Yūjin-Chō                                                                     | Takahiro Ōmori                               | Brain's Base                     | Guionista gráfico (#5) | [ 22 ]               |
| 2008 | Battle Spirits: Shōnen Toppa Bashin                                                   | Mitsuru Hongō                                | Sunrise                          | Guionista gráfico (#2) | [ 23 ]               |
| 2011 | Mitsudomoe Zōryōchū!                                                                  | Masahiko Ōta                                 | Bridge                           | Director de episodio (#3) Guionista gráfico (#3) | [ 24 ]               |
| 2011 | Pretty Rhythm: Aurora Dream                                                           | Masakazu Hishida                             | Tatsunoko Production             | Director Director de episodio (#26) Guionista gráfico (#1-2, 7, 21, 26, 36-37, 40-46, 47-50)                                                                              | [ 25 ]               |
| 2012 | Pretty Rhythm: Dear My Future                                                         | Chan-Young Park Masakazu Hishida             | Tatsunoko Production Dongwoo A&E | Director Director de episodios (#1-3, 6) Guionista gráfico (#12, 17, 24, 26, 29, 35; OP 4)                                                                                | [ 26 ]               |
| 2013 | Pretty Rhythm: Rainbow Live                                                           | An Jai Ho Masakazu Hishida                   | Tatsunoko Production Dongwoo A&E | Director Guionista (#31) Director de episodio (#51) Guionista gráfico (#1, 3, 11-14; ED 1)                                                                                | [ 27 ]               |
| 2013 | Saikyō Ginga Ultimate Zero: Battle Spirits                                            | Masaki Watanabe                              | Sunrise                          | Director de episodio (#44) Guionista gráfico (#44) | [ 28 ]               |
| 2014 | Pretty Rhythm: All Star Selection                                                     | Masakazu Hishida                             | Tatsunoko Production Dongwoo A&E | Director | [ 29 ]               |
| 2014 | PriPara                                                                               | Makoto Moriwaki                              | Tatsunoko Production Dongwoo A&E | Director de episodios (#44, 54, 63) Guionista gráfico (#44, 54, 63, 86; ED 1) Director de unidad (PriPara Live)                                                           | [ 30 ] [ 31 ] [ 32 ] |
| 2014 | Denki-gai no Honya-san                                                                | Masafumi Satō                                | Shin-Ei Animation                | Guionista gráfico (#6) | [ 33 ]               |
| 2014 | Gundam Reconguista in G                                                               | Yoshiyuki Tomino                             | Sunrise                          | Director de episodio (#13) Guionista gráfico (#13) | [ 34 ]               |
| 2015 | Battle Spirits: Burning Soul                                                          | Kunihisa Sugishima                           | Bandai Namco Pictures            | Guionista gráfico (#16, 19, 35) | [ 35 ]               |
| 2016 | Mobile Suit Gundam UC RE0096                                                          | Kazuhiro Furuhashi                           | Sunrise                          | Director de episodios (#10-12) | [ 36 ]               |
| 2016 | Rilu Rilu Fairilu: Yōsei no Door                                                      | Sakura Gojō                                  | Studio Deen                      | Director Director de episodio (#30) Guionista gráfico (#1, 30) | [ 37 ]               |
| 2017 | Idol Time PriPara                                                                     | An Jai Ho Kōsuke Kobayashi                   | Tatsunoko Production Dongwoo A&E | Director de unidad (#1-14) | [ 38 ]               |
| 2017 | Rilu Rilu Fairilu: Mahō no Kagami                                                     | Nana Imanaka Sakura Gojō                     | Studio Deen                      | Director Guionista gráfico (#OP 1) | [ 39 ]               |
| 2018 | HUGtto! Pretty Cure                                                                   | Akifumi Zako Jun'ichi Satō                   | Toei Animation                   | Guionista gráfico (#8) | [ 40 ]               |
| 2019 | King of Prism: Shiny Seven Stars                                                      | Masakazu Hishida                             | Tatsunoko Production             | Director Composición de la serie Guionista (#1, 4, 6-12) Director de episodios (#7, 12)                                                                                   | [ 41 ]               |
| 2019 | Ensemble Stars!                                                                       | Yasufumi Soejima Masakazu Hishida            | David Production                 | Director Guionista gráfico (#1, 5, 20; OP 2) Director de unidad (#OP 1-2)                                                                                                 | [ 42 ]               |
| 2021 | Fairy Ranmaru: Anata no Kokoro Otasuke Shimasu                                        | Kōsuke Kobayashi Masakazu Hishida            | Studio Comet                     | Director Composición de la serie Guionista (#1-12) Guionista gráfico (#1-2, 6, 9, 11-12) Letrista de canción insertada (#1, 6)                                            | [ 43 ]               |
| 2021 | Hanyō no Yashahime: Sengoku Otogizōshi - Ni no Shō                                    | Masakazu Hishida                             | Sunrise                          | Director Director de episodio (#47) Guionista gráfico (#25, 46) | [ 44 ]               |
| 2024 | Sokushi Cheat ga Saikyō Sugite, Isekai no Yatsura ga Marude Aite ni Naranain Desu ga. | Masakazu Hishida                             | Okuruto Noboru                   | Director Composición de la serie Guionista (#1-12) Director de episodios (#1-2, 5, 8, 12) Guionista gráfico (#1, 5-8, 11-12)                                              | [ 45 ]               |
| 2024 | Kenka Dokugaku                                                                        | Masakazu Hishida                             | Okuruto Noboru                   | Director Director de episodios (#1, 3-5, 8, 12) Guionista gráfico (#1-12)                                                                                                 | [ 46 ] [ 47 ]        |
| 2025 | Kakkō no Iinazuke Season 2                                                            | Masakazu Hishida                             | Okuruto Noboru                   | Director Composición de la serie Guionista (#1-7) Director de episodios (#1, 4-6) Guionista gráfico (#1)                                                                  | [ 48 ] [ 49 ]        |

#### Películas
Destaca papeles con funciones de dirección de series.
     Destaca papeles con funciones de asistente de dirección o supervisión.
| Año  | Título                                                                                   | Director(es)                      | Estudio                      | Funciones                                               | Refs.  |
| ---- | ---------------------------------------------------------------------------------------- | --------------------------------- | ---------------------------- | ------------------------------------------------------- | ------ |
| 2002 | Turn A Gundam I: Chikyūkō                                                                | Yoshiyuki Tomino                  | Sunrise                      | Director asistente Guionista gráfico                    | [ 50 ] |
| 2002 | Turn A Gundam II: Gekkō Chō                                                              | Yoshiyuki Tomino                  | Sunrise                      | Director asistente                                      | [ 51 ] |
| 2009 | Yatterman the Movie: Shin Yattermecha Dai Shūgō! Omocha no Kuni de Dai Ketsudan da Koron | Hiroshi Sasagawa Masakazu Hishida | Tatsunoko Production         | Director Guionista Guionista gráfico Director de unidad | [ 7 ]  |
| 2014 | Pretty Rhythm Movie: All Star Selection - Prism Show☆Best Ten                            | Masakazu Hishida                  | Tatsunoko Production 10Gauge | Director                                                | [ 52 ] |
| 2015 | PriPara Movie: Mi~nna Atsumare! Prism☆Tours                                              | Masakazu Hishida                  | Tatsunoko Production         | Director Guionista                                      | [ 53 ] |
| 2016 | King of Prism by Pretty Rhythm                                                           | Masakazu Hishida                  | Tatsunoko Production         | Director Guionista                                      | [ 54 ] |
| 2017 | King of Prism: Pride the Hero                                                            | Masakazu Hishida                  | Tatsunoko Production         | Director Guionista                                      | [ 55 ] |
| 2019 | King of Prism: Shiny Seven Stars I - Prologue x Yukinojō x Taiga                         | Masakazu Hishida                  | Tatsunoko Production         | Director                                                | [ 56 ] |
| 2022 | Ensemble Stars!! Road to Show!!                                                          | Asami Nakatani Masakazu Hishida   | David Production             | Director Guionista gráfico Director de unidad           | [ 57 ] |
| 2024 | King of Prism: Dramatic Prism.1                                                          | Masakazu Hishida                  | Tatsunoko Production         | Director Guionista                                      | [ 58 ] |
| 2025 | King of Prism: Your Endless Call - Mi~nna Kirameki! Prism☆Tours                          | Masakazu Hishida                  | Tatsunoko Production         | Director Guionista                                      | [ 59 ] |

#### OVAs
| Año  | Título                     | Director(es)       | Estudio      | Funciones                                                      | Refs.  |
| ---- | -------------------------- | ------------------ | ------------ | -------------------------------------------------------------- | ------ |
| 2004 | Shin Getter Robo           | Jun Kawagoe        | Brain's Base | Director de episodios (#2, 5, 7, 11) Guionista gráfico (#2, 7) | [ 60 ] |
| 2010 | Mobile Suit Gundam Unicorn | Kazuhiro Furuhashi | Sunrise      | Director de episodio (#4)                                      | [ 61 ] |

### Videojuegos
- PriPara (Guion gráfico, 2014)[62][63]
- Kiratto Pri Chan (Guion gráfico, 2018-2022)[63][64][65]
- Waccha PriMagi! (Guion gráfico, 2021)[63][66]